# Монтебело (Калифорнија)
Монтебело (енгл. Montebello) град је у америчкој савезној држави Калифорнија. По попису становништва из 2010. у њему је живело 62.500 становника.

## Демографија
Према попису становништва из 2010. у граду је живело 62.500 становника, што је 350 (0,6%) становника више него 2000. године.
| Група             | 2000.          | 2010.          |
| Белци             | 6.911 (11,1%)  | 5.325 (8,5%)   |
| Афроамериканци    | 559 (0,9%)     | 567 (0,9%)     |
| Азијати           | 7.232 (11,6%)  | 6.850 (11,0%)  |
| Хиспаноамериканци | 46.347 (74,6%) | 49.578 (79,3%) |
| Укупно            | 62.150         | 62.500         |